# I. Károly flamand gróf
I. Jó Károly vagy Boldog Károly (kb. 1084 – Brugge, 1127. március 2.) flamand gróf 1119-től.

## Élete

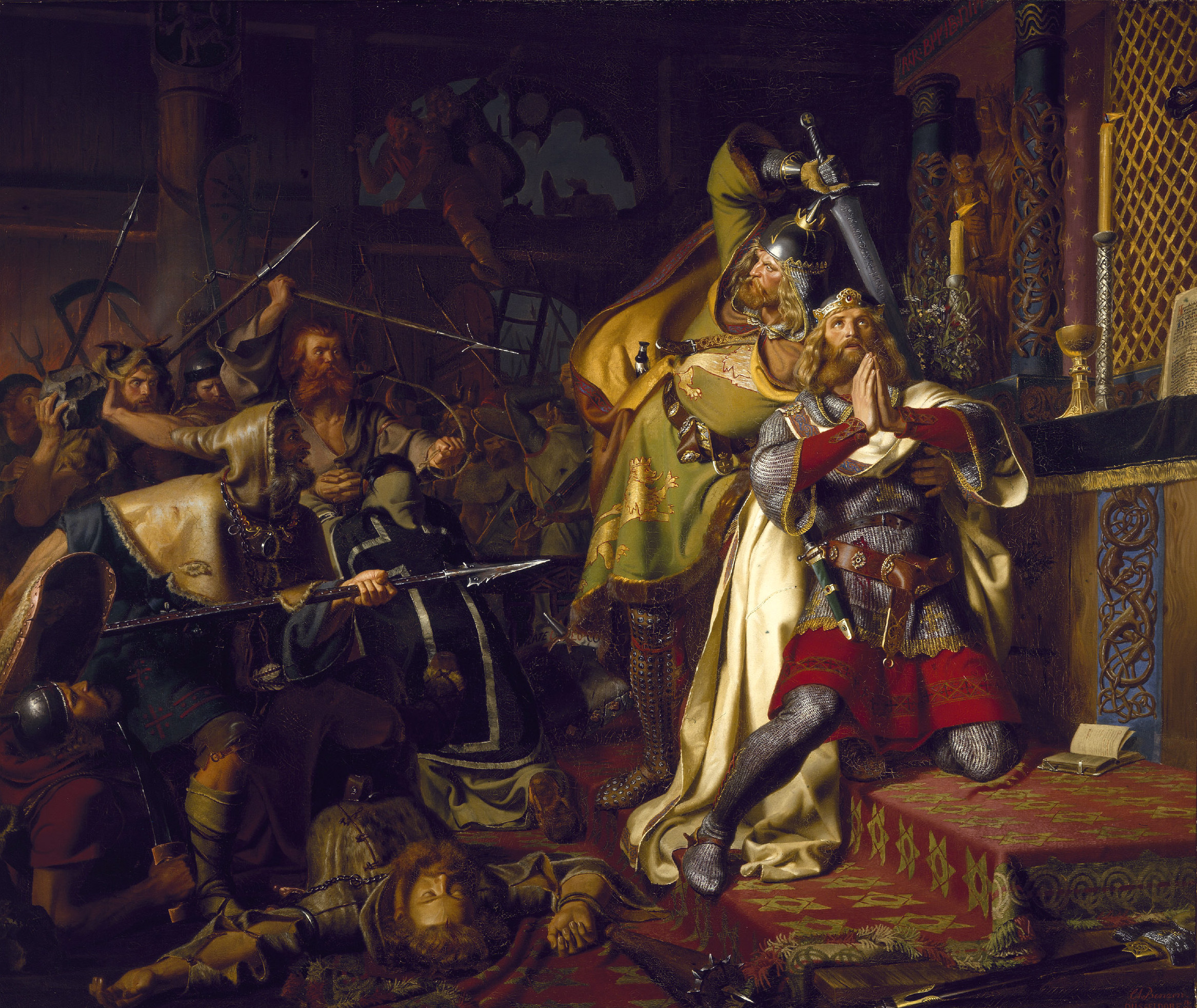
Kanut halála Christian Albrecht von Benzon festményén

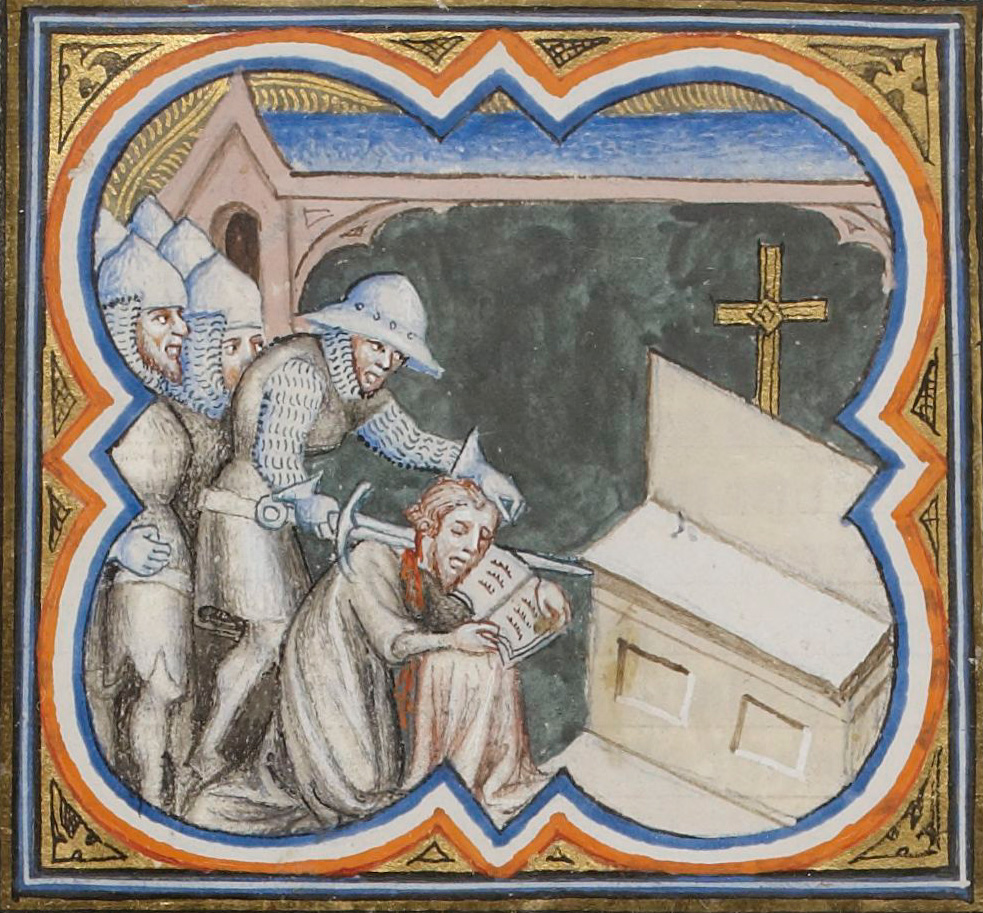
Károly meggyilkolása egy korabeli krónika miniatűrjén

Apja IV. Knut dán király, anyja Adele de Flandre, I. Róbert flamand gróf lánya. Apja, aki trónra kerülése előtt számos Angliába irányuló viking expedícióban vett részt, meglehetősen ambiciózus király volt és módszeresen próbálta a királyi hatalmat kiterjeszteni és megszilárdítani. Többek között magának követelte a közös használatú földek tulajdonjogát, valamint a hajótörésekből származó és az utódok nélkül elhunyt szabadok javait. Emellett a keresztény egyház védelmezője és támogatója volt – mindez meglehetősen nagy nyugtalanságot váltott ki alattvalóiból. 1085-ben éppen egy nagy flottát szervezett, amellyel Angliát szándékozott meghódítani, de Jutland déli részén, ahol Kanut tartózkodott, felkelés tört ki. A király és támogatói egy templomba menekültek, de a lázadók megrohanták a templomot és 1086. július 10-én Kanutöt, Benedikt bátyjával és 17 kísérőjükkel együtt az oltár közelében lemészárolták.
Apja halála után anyja azonnal Flandriába utazott a csecsemő Károllyal, aki nagyapja, I. Róbert flamand gróf udvarában nevelkedett. Bár fiatal kora miatt nem tudott részt venni az első keresztes hadjáratban, 1107-ben a Szentföldre utazott nagybátyja, II. Róbert flamand gróf pártfogása alatt. A grófi udvarban együtt nevelkedett és ezáltal jó kapcsolatban volt a későbbi VII. Balduin flamand gróffal, akinek egyik leghűségesebb tanácsadója lett. 1115-ben Balduin a pikardiai Encres várát adományozta neki, amit korábban Hugó „de Camp d'Avène”, Saint-Pol grófjától szerzett meg. Együtt vettek részt Balduin 1118-as normandiai hadjáratában I. Henrik angol király ellen, ahol Balduin súlyos fejsérüléseket szenvedett. Halálos ágyán a gyermektelen Balduin örökösének nevezte ki és 1119-ben elfoglalta a grófi trónt.
Öröklését hevesen ellenezte Clemence de Bourgogne, Balduin anyja, aki Károllyal szemben a későbbi grófot, Ypres-i Vilmost támogatta és maga mellé állította III. Balduin hainaut-i grófot is. Károly sikeresen védte meg címét ellenfeleitől: legyőzte és fogságba ejtette Vilmost, akit Károly hűbérúri címekkel és pénzzel igyekezett kiengesztelni. III. Balduint és szövetségesét, Thomas de Coucy-t a csatatéren legyőzte, Hugó „Champ d’Avoine” erődítményeit lerombolta és Saint-Pol-t elfoglalta.
Károly már a korabeli források szerint is népszerű gróf volt, búzát osztott a rászorulóknak és támogatta a független bíróságok működését – ennek is köszönheti a „Jó” melléknevet. Mélyen vallásos ember volt, aki állítólag megfeddte a Szt. Bertin kolostor apátját, amiért az vízkereszt napján járult a gróf elé valami birtokjogi ügyben, hogy miért nem a templomban van és misét celebrál. Belpolitikájának egyik lényeges eleme volt a flamand nemesurak közötti és a szegények ellen irányuló erőszak megfékezése. Amikor a francia püspökök kihirdették „Isten békéjét”, Károly is csatlakozott ehhez és elrendelte, hogy egy évben csak 100 nap lehet harcolni. A fegyveres összecsapásokat különösen tiltotta advent és a böjti időszak alatt, a szentek ünnepnapjain, valamint minden héten szerda estétől hétfő reggelig.
Hírnevének is köszönhette, hogy II. Balduin jeruzsálemi király fogsága alatt (1123-24) a királlyal szemben álló nemesurak Károlynak ajánlották fel a királyi címet, amit ő visszautasított, mivel „flamand alattvalói boldogságának” szentelte magát. 1125-ben V. Henrik német-római császár halála után a császári cím egyik esélyese volt, jelölését különösen támogatta Frigyes kölni érsek. 1123-ban VI. Lajos francia király szövetségeseként vonult hadba I. Henrik angol király ellen.
1124/25 tele különösen hideg volt, a búza elfagyott és 1126-ban Flandriában éhínség tört ki. Károly ekkor búzát osztott ki a grófi raktárakból, elkobozta és olcsón eladta a nemesurak tartalékainak egy részét, megtiltotta, hogy spekulációs céllal búzát halmozzanak fel, előírta, hogy a termőföldek egy részén babot és borsót vessenek (amely hamarabb beérik, mint a búza), támogatta a szegényeket és megtiltotta a sörfőzést (hogy a gabonát is kenyérsütésre használják), valamint maximált árat szabott a bornak (hogy a borkereskedők ne tudjanak meggazdagodni a sörhiányon). A búzahiány egyik haszonélvezője Bertulf, a bruggei Szt. Donát templom provostja és Flandria kancellárja, aki egyben az Erembald klán vezetője is volt – ezt a klánt Károly azzal vádolta, hogy azok a bruggei kereskedők által importált gabona nagy részét felvásárolták. Bertulf a vádakat elutasította, mire Károly elkoboztatta a raktáraiban és a padláson felhalmozott gabonát és visszaadta neki pontosan azt a pénzt, amit a kereskedőknek fizetett.
Bertulf és családja bosszút esküdött. A helyzetet tovább súlyosbította, amikor Károly lovagi tornát szervezett nemesei számára, de megtiltotta egy Robrecht de Crecques indulását alacsony származása miatt. Robrecht nemesi származású volt, de egy szolgálót vett feleségül és a korabeli flamand szokásjog szerint, ha egy nemes egy évnél és egy napnál hosszabb ideig élt együtt egy alacsony származású személlyel, akkor elvesztette nemesi címét. A szóban forgó feleség ráadásul az Erembaldok egyik rokona volt, ezért Károly bíróság elé idézte a családot, hogy bizonyítsák be szabad származásukat. Mivel ennek nem tudtak eleget tenni és emiatt minden állásukat és tisztségüket elveszthették volna, a család úgy határozott, hogy a grófot meg kell gyilkolni.
A feladatra a kancellár unokaöccsét, Borsiard-ot szemelték ki, akit a gróf különösen szigorúan megbüntetett a béke megsértése miatt és elkoboztatta kastélyát. 1127-ben Borsiard és segítői lemészárolták a grófot Brugge egyik templomában, miközben az misét hallgatott Hamvazószerdán. A merénylet sikeréhez az is hozzájárult, hogy Károly megtiltotta a lovagoknak, hogy békeidőben kardot hordjanak – mivel a lovagi etika szerint rajtaütésből, csellel tilos volt bárkit megtámadni. A hat merénylő bő ruhája alá rejtette kardját és úgy törtek rá az oltár előtt imádkozó grófra. A merénylőket a gróf megmaradt hívei felkutatták és összesen 28 összeesküvőt fogtak el. A foglyokat VI. Lajos francia király parancsára a bruggei vár legmagasabb tornyából a mélybe vetették. A grófi címet VI. Lajos Ypres-i Vilmosnak adta, amit viszont a flamand városok elleneztek.
Károly holttestét, amely a korabeli (feltehetően túlzó) leírások alapján 9 láb magas volt (kb. 2,7 m) a Szent Donát templom sekrestyéjében helyezték nyugovóra. Innen 1606. november 26-án áthelyezték a templom felső részébe Brugge püspöke, Philippe de Rodoan utasítására. Vallásossága miatt és mivel templomban érte a vég, Károlyt hamarosan mártírként és szentként kezdték tisztelni a helyiek. 1883-ban XIII. Leó pápa szentté avatta. Neogótikus stílusban készült ereklyetartója ma a bruggei Szent Megváltó-katedrálisban (Sint-Salvatorkathedraal) található.

## Családja és leszármazottai
Felesége Clermonti Margit (1104/5 - 1145), Renaud Comte de Clermont-en-Beauvaisis és Adela de Vermandois lánya. A házasságot még Balduin szervezte meg és ezért feltehetően 1118-ban került rá sor. A házasságból nem született gyermek. Első férje halála után Margit újra házasodott, második férje III. Hugó Saint-Pol grófja (? - 1145 körül), harmadik férje Balduin d’Encre.

## Lásd még
- Flamand grófság
- A Flandria grófjainak listája
- Karel de Goede - katolikus szentek naptárja hollandul